# Мария Елизавета Шлезвиг-Гольштейн-Готторпская
Мария Елизавета Шлезвиг-Гольштейн-Готторпская (нем. Marie Elisabeth von Schleswig-Holstein-Gottorf; 6 июня 1634, Готторп — 17 июня 1665, Дармштадт) — принцесса Гольштейн-Готторпская, в замужестве ландграфиня Гессен-Дармштадтская.

## Биография
Мария Елизавета — дочь герцога Фридриха III Шлезвиг-Гольштейн-Готторпского и его супруги Марии Елизаветы Саксонской, дочери курфюрста Саксонии Иоганна Георга I.
24 ноября 1650 года в Готторпском замке Мария Елизавета вышла замуж за будущего ландграфа Гессен-Дармштадта Людвига VI, помолвка с которым состоялась в его день рождения в 1649 году. Отец Людвига после свадьбы стал привлекать его к управлению Гессен-Дармштадтом, а в 1661 году супруг Марии Елизаветы унаследовал титул ландграфа Гессен-Дармштадта. Через сестру Марии Елизаветы Гедвигу Элеонору, королеву Швеции, Людвиг обзавёлся в этом королевстве обширными политическими связями. Мария Елизавета умерла спустя четыре года при родовых схватках, родив уже восьмерых детей.
Её смерть повергла Людвига VI в глубокие переживания. В память о супруге Людвиг написал несколько стихотворений.

## Потомки
- Магдалена Сибилла (1652—1712), замужем за герцогом Вильгельмом Людвигом Вюртембергским (1647—1677)
- София Элеонора (1653)
- Георг (1654—1655), наследный принц
- Мария Елизавета (1656—1715), замужем за герцогом Генрихом Саксен-Рёмхильдским (1650—1710)
- Августа Магдалена (1657—1674)
- Людвиг VII (1658—1678), ландграф Гессен-Дармштадта
- Фридрих (1659—1676)
- София Мария (1661—1712), замужем за герцогом Кристианом Саксен-Эйзенбергским (1653—1707)